# Eupithecia lusitanica
Eupithecia lusitanica är en fjärilsart som beskrevs av Karl Dietze 1913. Eupithecia lusitanica ingår i släktet Eupithecia och familjen mätare. Inga underarter finns listade i Catalogue of Life.